# Station Zoetermeer
Station Zoetermeer is een van de drie spoorwegstations van Zoetermeer en ligt aan de spoorlijn Gouda - Den Haag. Het station vormt een geheel met Driemanspolder, de halte van RandstadRail die aan de andere kant van de autosnelweg A12 ligt.

## Geschiedenis
Het station werd geopend op 30 september 1973, maar in 1992 met de Floriade volledig vervangen, inclusief de bijbehorende brug. Op dat moment was de wijk Rokkeveen volop in aanbouw. Dit maakte enerzijds een grotere brug over spoor en A12 nodig om beide stadsdelen te verbinden, en anderzijds een ruimer opgezet station.
De sporen van het station zijn genummerd 3 en 4, omdat de naastgelegen halte Driemanspolder op de Zoetermeer Stadslijn de sporen 1 en 2 bevatte. De huidige halte van RandstadRail is niet meer voorzien van spoornummering, maar de nummers 3 (voor de richting Den Haag Centraal) en 4 (voor de richting Gouda en Utrecht Centraal) zijn gebleven.
Het loket is sinds 1 april 2006 gesloten. Kaartjes zijn verkrijgbaar bij de diverse kaartautomaten die in de stationshal aanwezig zijn.
In 2012 werd het station voor het VPRO-televisieprogramma De slag om Nederland genomineerd bij een verkiezing voor de lelijkste plek van Nederland, waarbij het uiteindelijk de tweede plaats veroverde.

## Ligging
Het station ligt direct naast de autosnelweg A12 en is met de overdekte voet- en fietsbrug, de Nelson Mandelabrug, verbonden met de halte Driemanspolder van RandstadRail (tot 3 juni 2006 de Zoetermeer Stadslijn). Het station is niet gesitueerd in het centrum van Zoetermeer, maar ligt in de wijk Rokkeveen. De voet- en fietsbrug zorgt voor de verbinding van het station naar de wijken van Zoetermeer aan de noordkant van de autosnelweg A12.

## Intercitystatus
De gemeente Zoetermeer zou graag zien dat intercity's op station Zoetermeer gaan stoppen. In januari 2007 kondigde wethouder Pieter Smit aan de Nederlandse Spoorwegen opnieuw te verzoeken station Zoetermeer de intercitystatus te geven. Tijdens de Floriade in 1992 had het station tijdelijk de intercitystatus.
Er was enige tijd sprake van een mogelijke stop van de intercity's tussen Utrecht en Den Haag. Dit vanwege de komst van het station Lansingerland-Zoetermeer, dat alleen op een robuuste en veilige manier inpasbaar leek te zijn indien de intercity's een extra stop maken (omdat anders de intercity's en sprinters te dicht op elkaar zullen rijden door de extra rijtijd die de sprinter dan nodig heeft).

## Tijdelijke sluiting
Op 2 december 2022 werd na inspectie bekend dat de constructie van de  Nelson Mandelabrug te zwaar is voor de ondersteuning. Hierop werd het voetgangers- en fietsersverkeer over de brug gesloten, waardoor het station onbereikbaar werd (het verkeer over de A12 en de Zuidweg onder de brug werd niet gestremd). Hierop werd besloten voor onbepaalde tijd geen treinen meer te laten stoppen op het station. Uiteindelijk gingen er per 26 januari 2023 19:00 weer treinen stoppen op het station, en een dag later ook RandstadRail bij de halte Driemanspolder.

## Toekomst
Het huidige station is reeds voorbereid op een mogelijke spoorverdubbeling van de spoorlijn Gouda - Den Haag, zo is de liftschacht naar het nog niet gerealiseerde derde perron al aanwezig.

## Beschrijving station en faciliteiten
- Voor fietsers zijn meerdere (gratis) fietsenstallingen beschikbaar. Gemotoriseerd verkeer heeft gratis parkeergelegenheid nabij het station. Reizigers kunnen onder meer via liften het perron bereiken. Er zijn NS taxi's te boeken van en naar het station. Een kiosk verkoopt warme en koude dranken en versnaperingen.

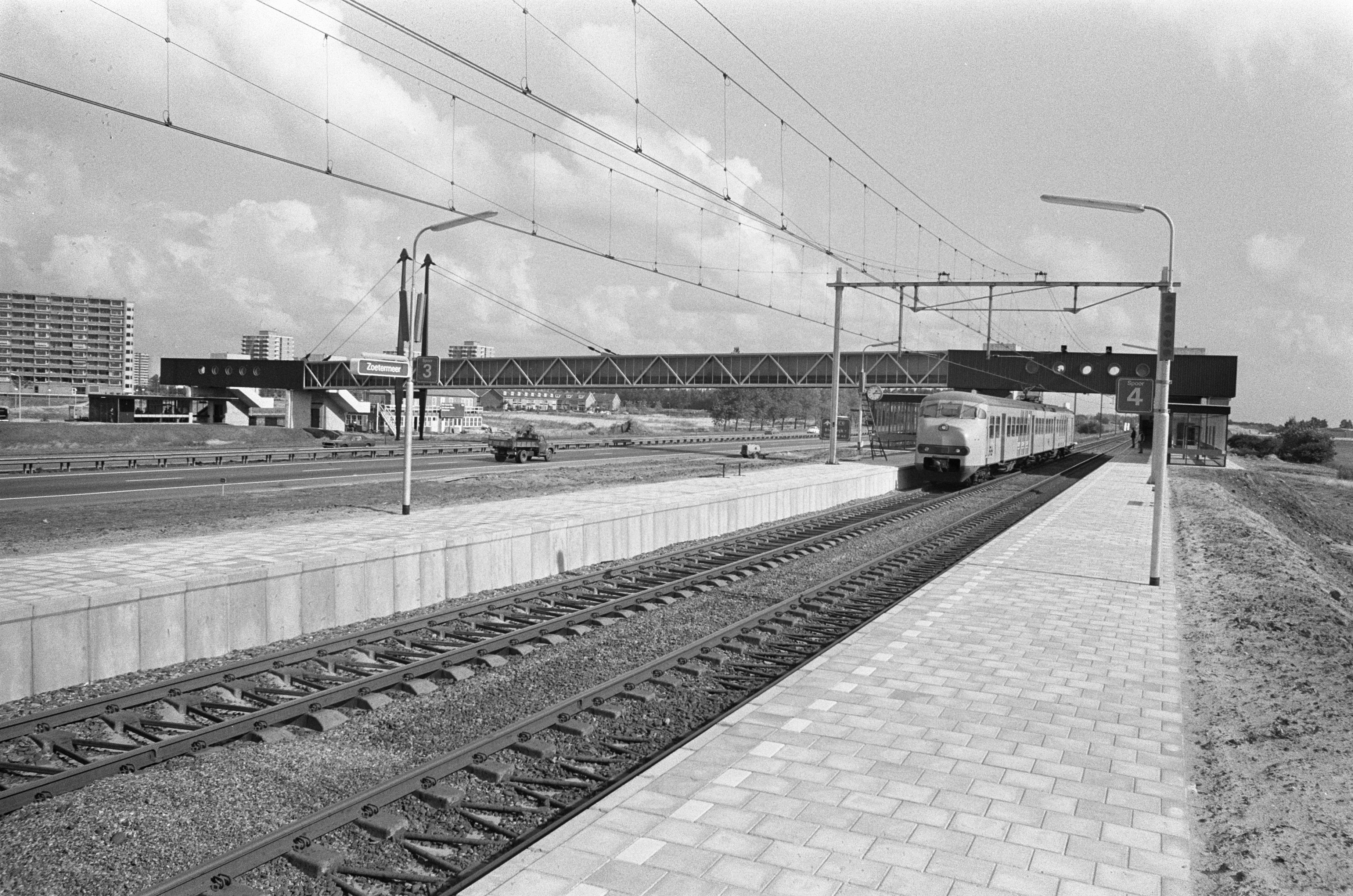
Station in 1973
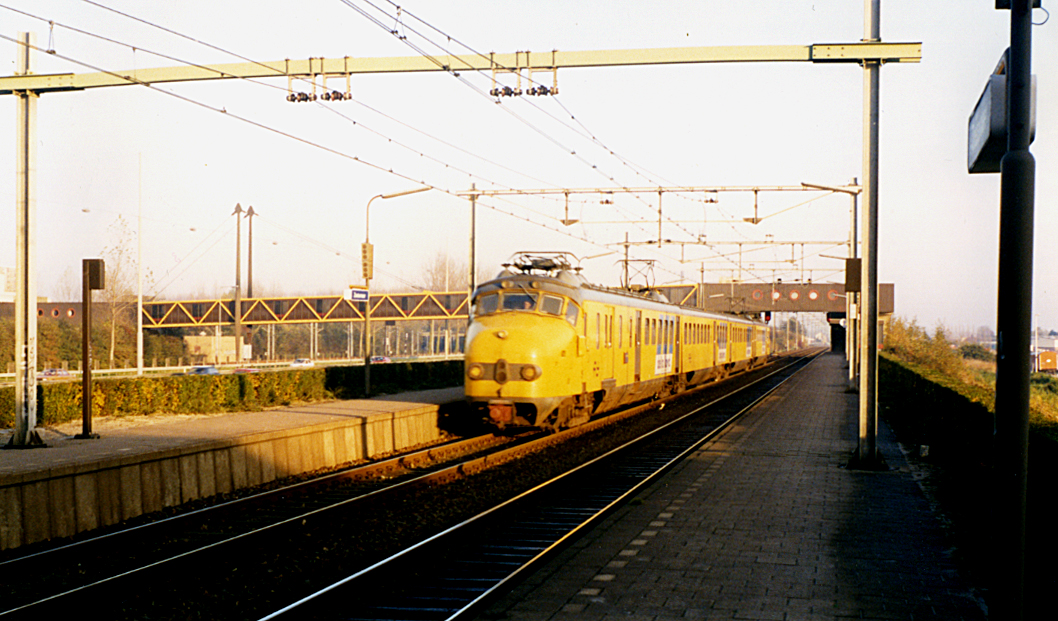
Station Zoetermeer tot 1992 met een intercity van het type "hondekop".
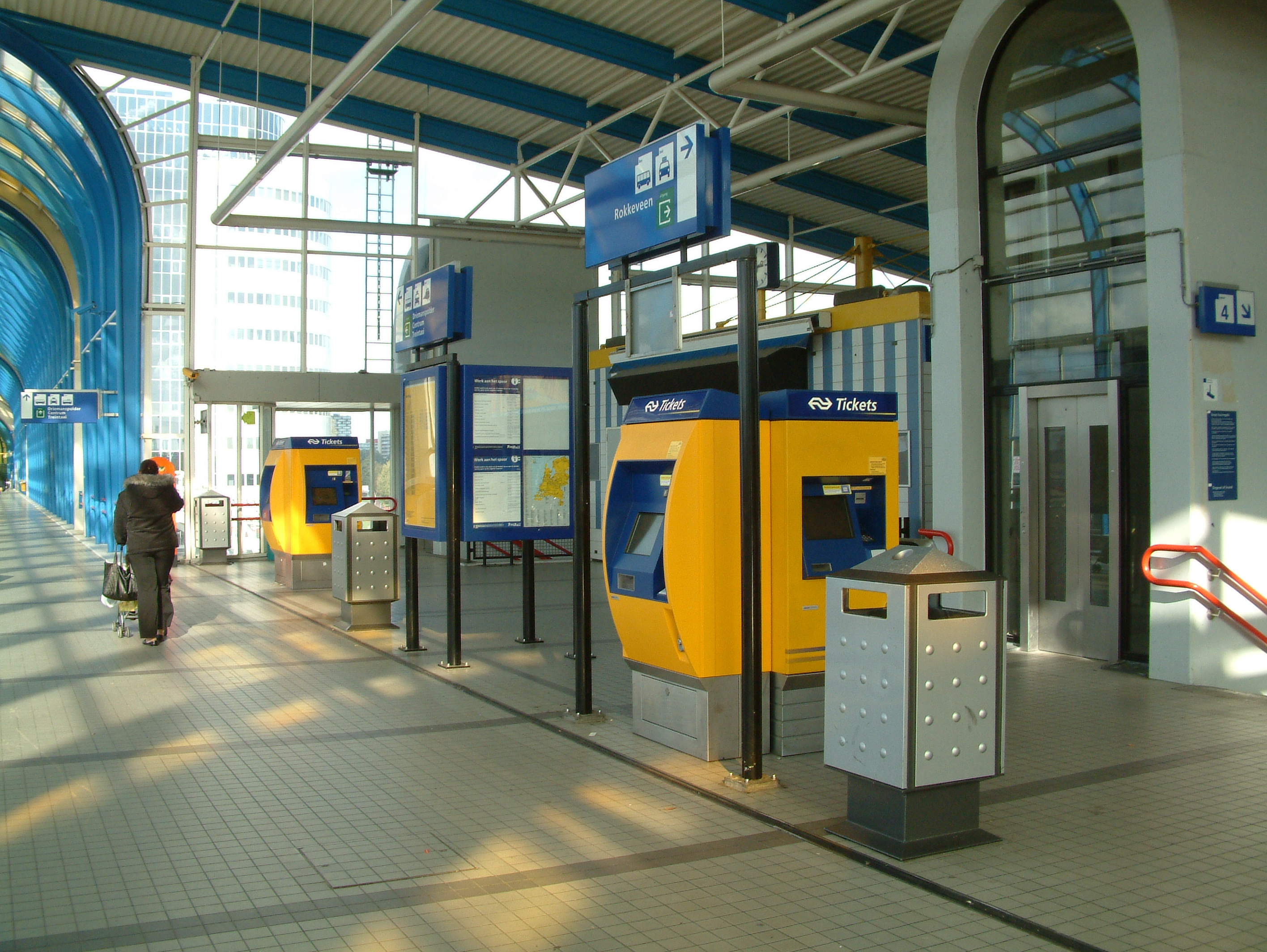
De hal van het station in de brug over de rijksweg A12
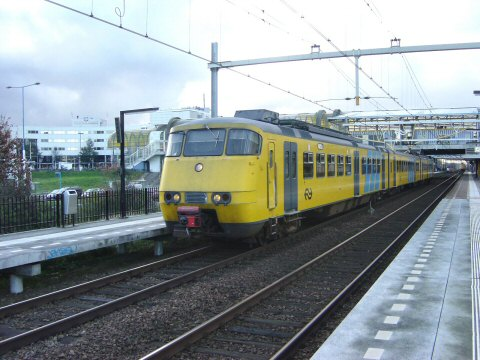
Stoptrein richting Gouda Goverwelle
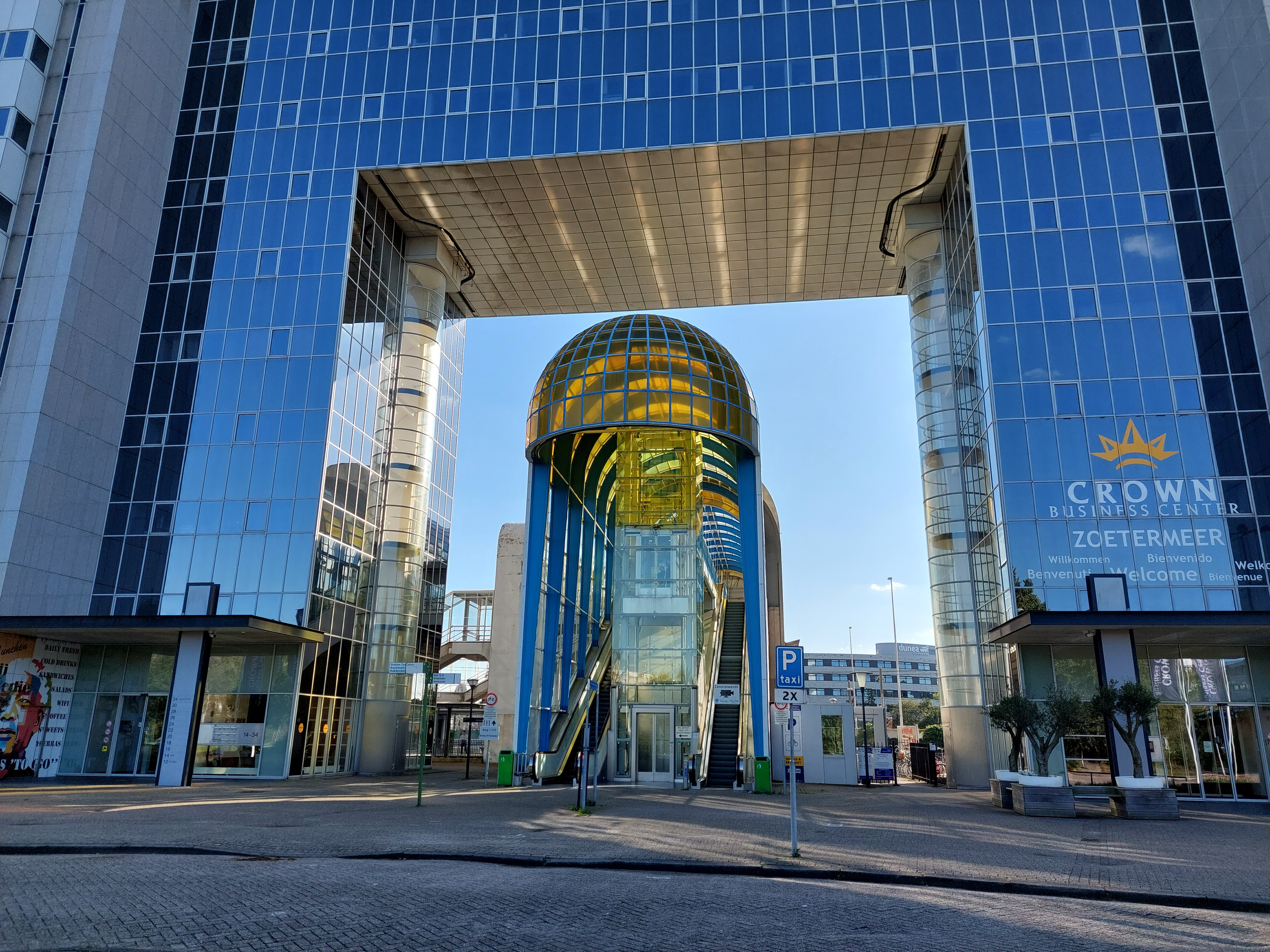
Ingang noordzijde met roltrappen
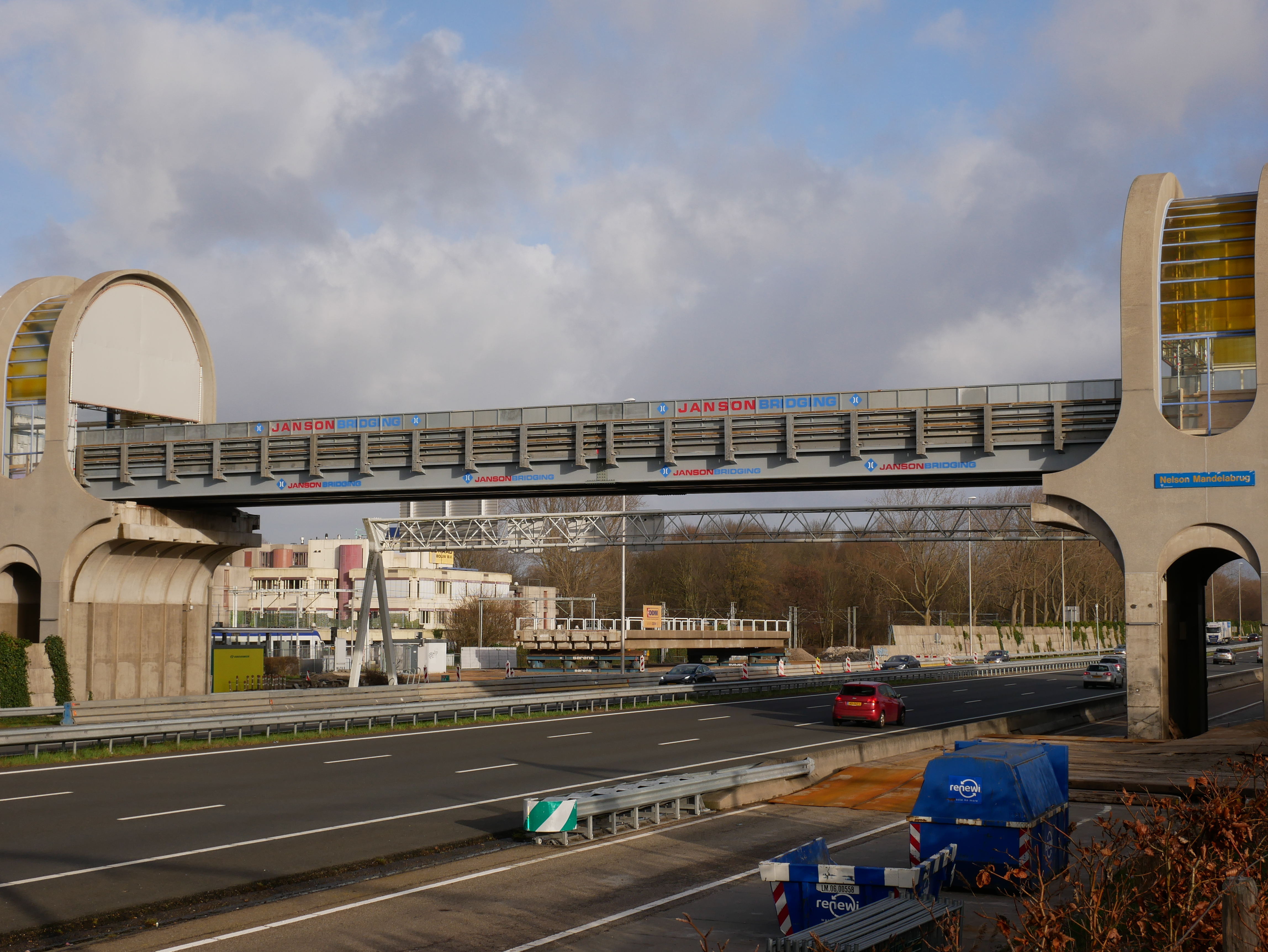
De tijdelijke brug
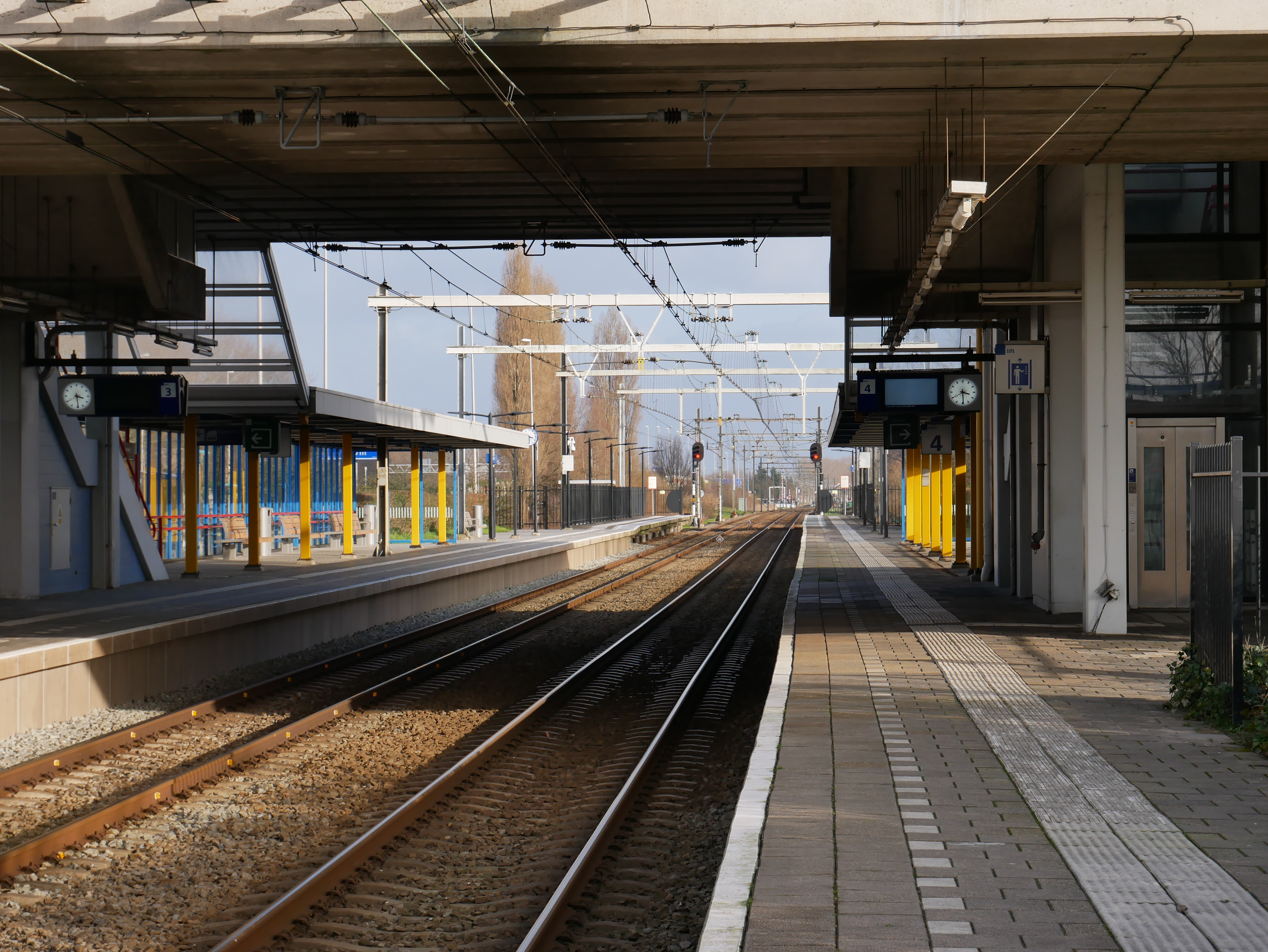
Perrons
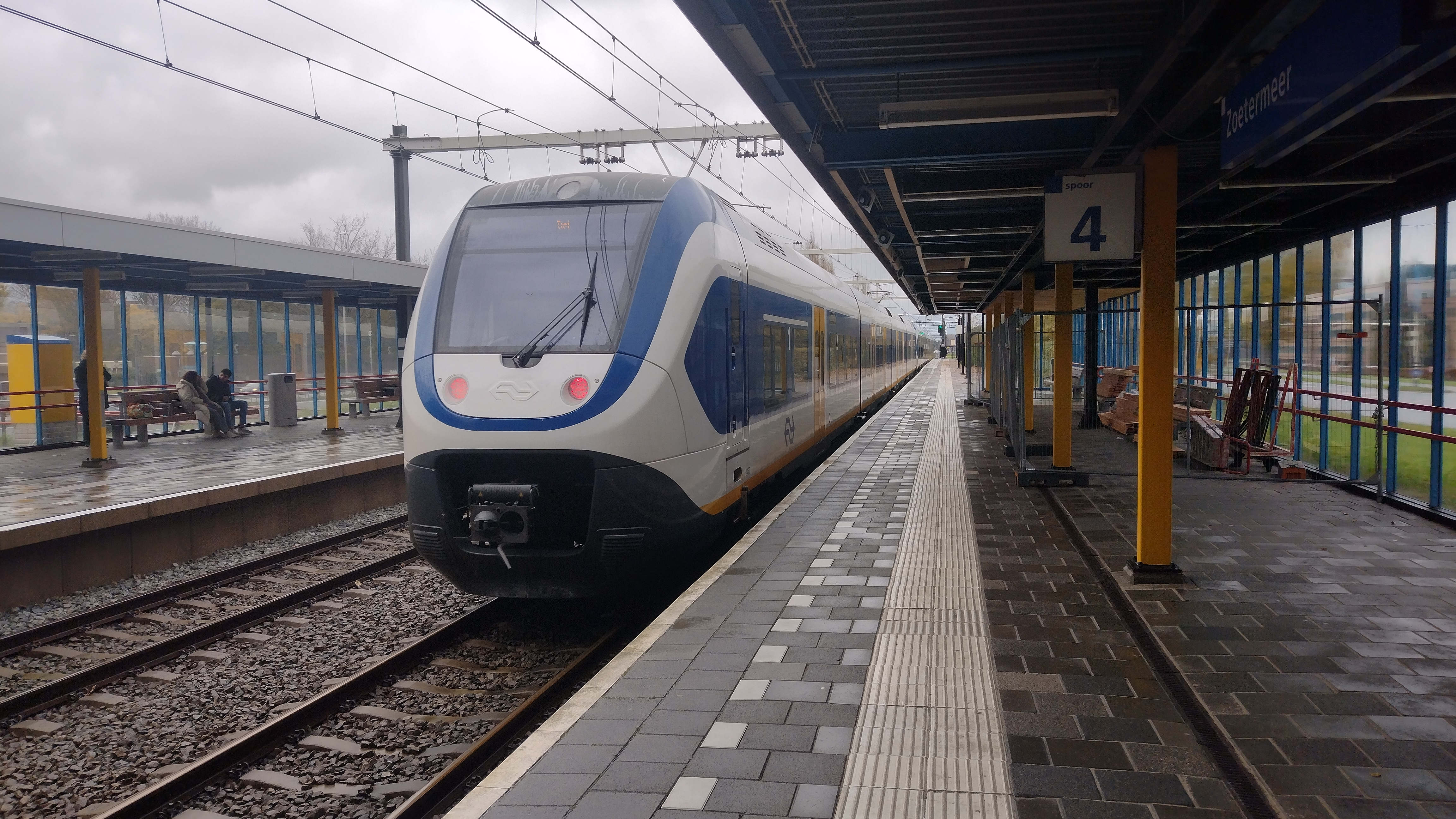
SLT op het station
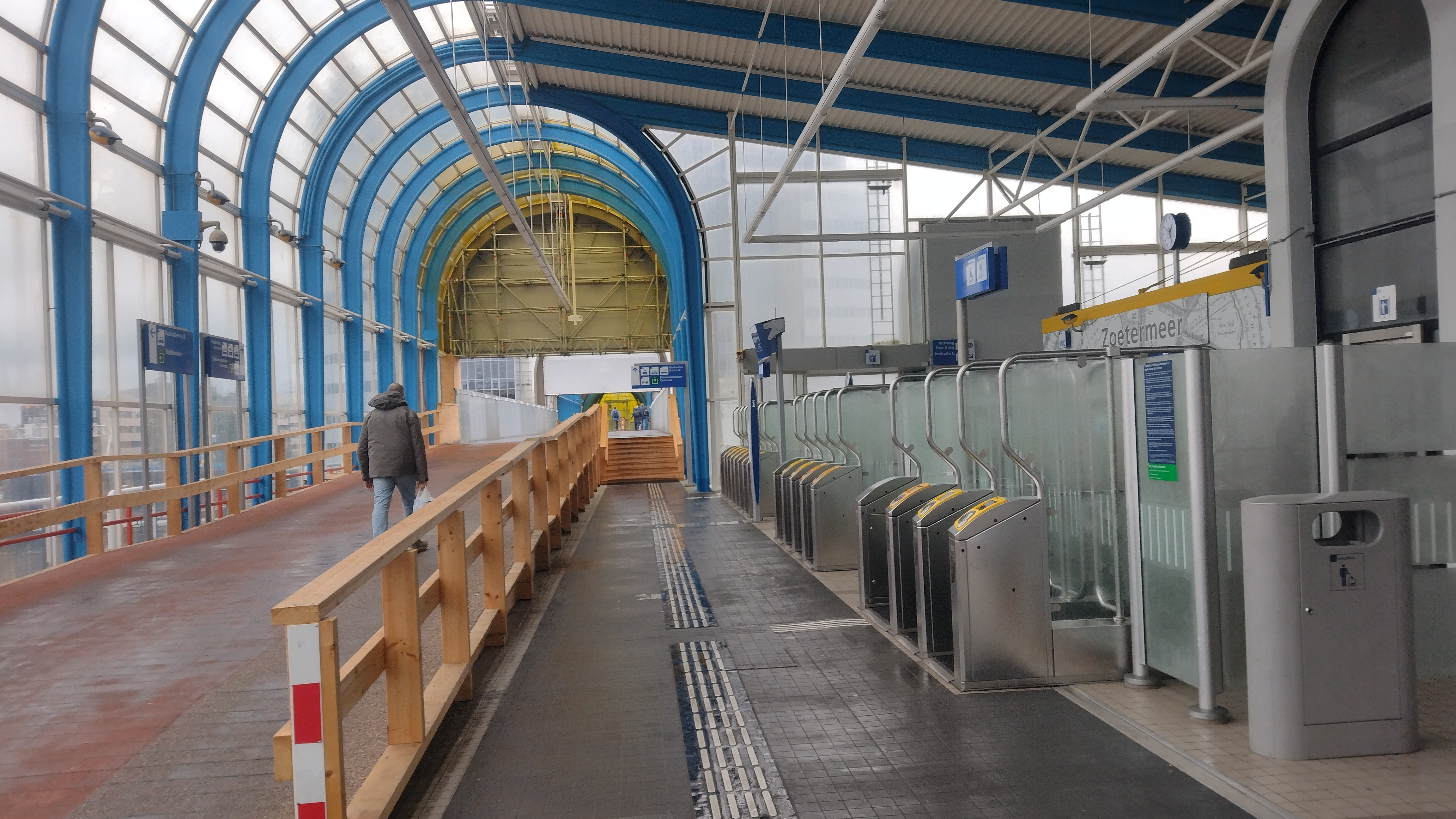
Poortjes

## Treinen
Het station wordt in de dienstregeling 2025 door de volgende treinseries bediend:
| Serie | Treinsoort    | Route                                                                                       | Bijzonderheden                                           |
| ----- | ------------- | ------------------------------------------------------------------------------------------- | -------------------------------------------------------- |
| 6000  | Sprinter (NS) | Den Haag Centraal – Zoetermeer – Gouda – Utrecht Centraal – Geldermalsen – 's-Hertogenbosch | Rijdt alleen na 18:00 uur en van vrijdag t/m zondag.     |
| 6800  | Sprinter (NS) | Den Haag Centraal – Zoetermeer – Gouda – Gouda Goverwelle                                   | Rijdt alleen tijdens de spits van maandag t/m donderdag. |
| 6900  | Sprinter (NS) | Den Haag Centraal – Zoetermeer – Gouda – Utrecht Centraal – Geldermalsen – Tiel             | Rijdt alleen van maandag t/m donderdag tot 18:00 uur.    |

## Buslijnen en RandstadRail
De volgende sneltram- en buslijnen van Qbuzz, EBS, HTM en RET stoppen op station Zoetermeer:
| Lijn                   | Route                                                      | Via | Vervoerder   | Opmerkingen |
| RandstadRail           | RandstadRail                                               | RandstadRail | RandstadRail | RandstadRail |
| ---------------------- | ---------------------------------------------------------- | --- | ------------ | --- |
| 3                      | Zoetermeer, Centrum - Den Haag, Loosduinen                 | Voorweg Hoog, Seghwaert, Centrum-West, Voorweg Laag, Zoetermeerse Rijweg, Leidschenveen, Forepark, Leidschendam-Voorburg, Voorburg 't Loo, Laan van NOI, Beatrixkwartier, Centraal Station, Tramtunnel, Prinsegracht, HMC Westeinde, Bomen-/Vruchtenbuurt, Bohemen | HTM          | Te bereiken bij halte Driemanspolder.                                                                                          |
| Stadsdienst Zoetermeer |                                                            | |              | |
| 71                     | Centrum-West - Station Lansingerland-Zoetermeer            | Station, Rokkeveen | EBS          | |
| snelBuzz               |                                                            | |              | |
| 382                    | Den Haag, Centraal Station - Waddinxveen, Station Triangel | Voorburg, Zoetermeer, Station Waddinxveen | Qbuzz        | Alleen in de spits. |
| 383                    | Den Haag, Centraal Station - Rotterdam, Capelsebrug        | Voorburg, Zoetermeer, Station Lansingerland-Zoetermeer, Moerkapelle, Zevenhuizen, Rotterdam Nesselande, Nieuwerkerk aan den IJssel, Capelle aan den IJssel | Qbuzz        | Alleen doordeweeks overdag tussen Den Haag Centraal en Lansingerland-Zoetermeer en tussen Rotterdam Nesselande en Capelsebrug. |
| 386                    | Den Haag, Centraal Station - Waddinxveen, Station Triangel | Voorburg, Zoetermeer, Station Lansingerland-Zoetermeer, Moerkapelle, Zevenhuizen | Qbuzz        | Rijdt niet in de avond en in het weekend.                                                                                      |
| R-net                  |                                                            | |              | |
| 170                    | Zoetermeer, Centrum-West - Rodenrijs, Metrostation         | Station Zoetermeer, Station Zoetermeer Oost, Station Lansingerland-Zoetermeer, ZoRo-busbaan, Berkel en Rodenrijs | RET          | Zo-Ro bus. |
| 455                    | Zoetermeer, Centrum-West - Delft, Station                  | Pijnacker, Delfgauw, TU Delft (Noord) | EBS          | |
| Nachtnet Den Haag      |                                                            | |              | |
| N6                     | Den Haag, Centraal Station → Den Haag, Centraal Station    | Leidschenveen, Zoetermeer | HTM          | Alleen vrijdag- en zaterdagnacht.                                                                                              |

- RandstadRail 3 stopt bij halte Driemanspolder.
- De snelBuzzlijnen stoppen aan de weerszijden van de A12.
- De overige buslijnen stoppen bij de haltes ten zuidwesten van de kruising Zuidweg/Mahatma Gandhisingel.

## Ontwikkeling aantal reizigers
Het aantal door NS vervoerde reizigers (per gemiddelde werkdag) ontwikkelde zich sedert 2019 als volgt:
| Jaar | Aantal reizigers |
| ---- | ---------------- |
| 2019 | 4.868            |
| 2020 | 1.810            |
| 2021 | 1.478            |
| 2022 | 2.199            |
| 2023 | 2.302            |
| 2024 | 2.435            |